# Pachygnatha zappa
Pachygnatha zappa és una espècie d'aranya que va rebre el seu epítet específic en honor del músic de Rock, Frank Zappa. Això es va fer perquè les marques que presenta aquesta aranya recorden el bigoti del músic.
Els biòlegs belgues Robert Bosmans i Jan Bosselaers, de la Universitat de Gant (Rijksuniversiteit Gent) organitzaren dues expedicions al Mont Camerun i serralades properes. Eln 1994 (a la revista científica Zoologica Scripta, Vol. 23, No. 4, pàgines 325–352) presentaren aquesta espècie i li van donar el nom de Pachygnatha zappa.